# Norman Levi Bowen
Norman Levi Bowen  (Kingston, Ontario, Canadá, 21 de junho de 1887 — 11 de setembro de 1956) foi um geólogo e mineralogista canadense.
Revolucionou a petrologia experimental e a compreensão da cristalização dos minerais. Descreveu como os minerais diferentes se cristalizam sob variação das condições de pressão e temperatura.
Foi laureado com a Medalha Bigsby de 1931 e com a Medalha Wollaston de 1950, ambas pela Sociedade Geológica de Londres. Recebeu também a Medalha Penrose de 1941 pela Sociedade Geológica da América e a Medalha Willet G. Miller de 1943 pela Sociedade Real do Canadá.
Um prêmio, a Concessão Norman L. Bowen, é concedido anualmente pela União Geofísica Americana em sua homenagem.

## Obras
- "The Evolution of the Igneous Rocks", 1928.